# František Ondříček
František Ondříček (29. dubna 1857 Praha-Hradčany – 12. dubna 1922 Milán) byl český houslista, virtuos, hudební skladatel a pedagog.  Přezdívalo se mu Král houslistů nebo také Český (Slovanský) Paganini. Podnikal koncertní cesty po celém světě včetně evropského i asijského Ruska a Spojených států. 

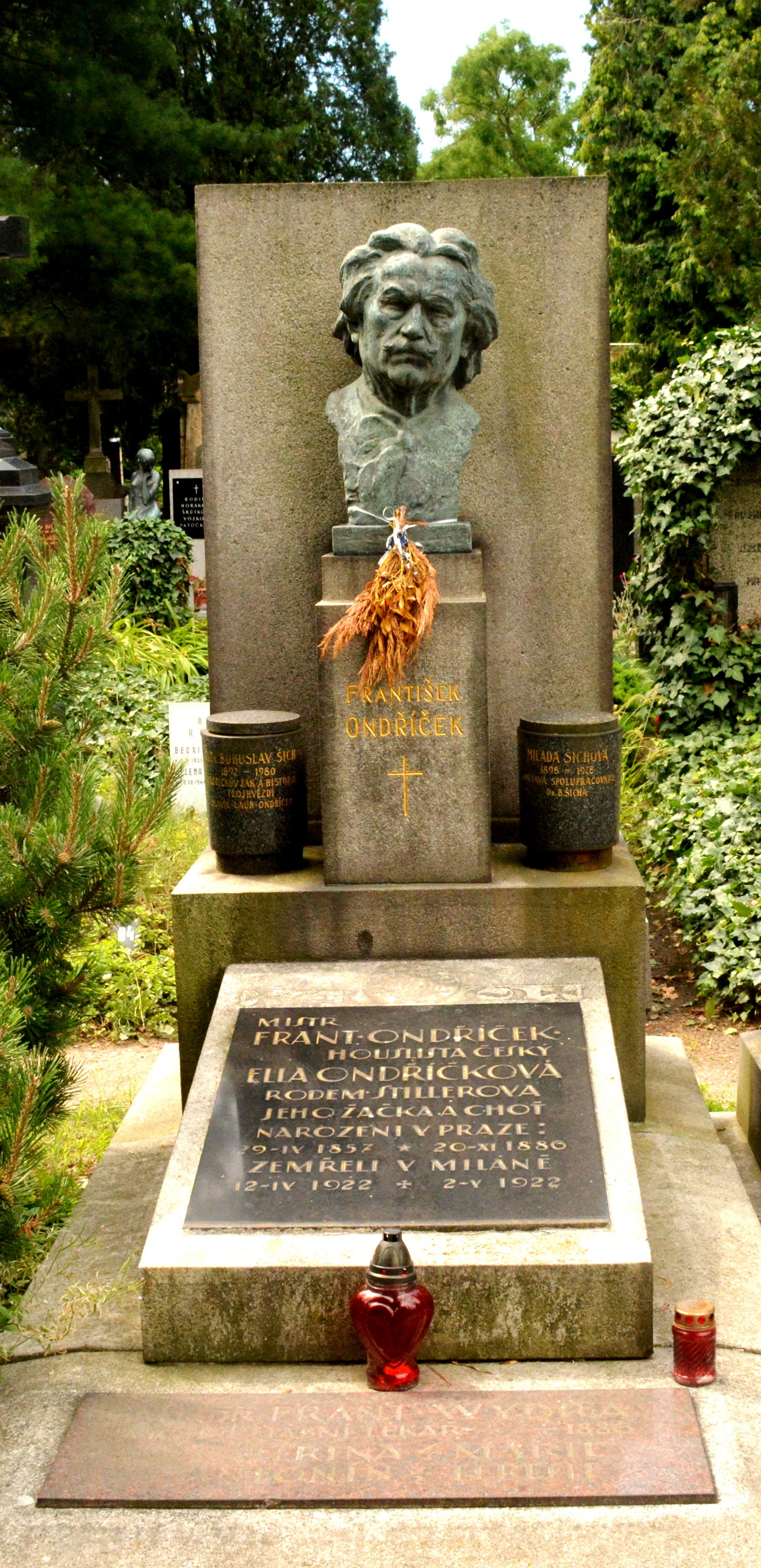
Hrob na Vyšehradském hřbitově v Praze)

## Život
Narodil se v malém domku v Novém Světě na Hradčanech. Otec byl muzikant, vyučoval hru na housle a klavír, matka byla švadlena. František se narodil jako druhé dítě do početné rodiny, měl pět sourozenců. Od raného dětství projevoval hudební talent, první housle dostal v pěti letech.  S otcem hrával v hostincích a kavárnách, aby jako zázračné dítě zvyšoval příjmy otcovy kapely. Jeho technická pohotovost i geniální paměť ho předurčila k vyšším cílům. V 16 letech vstoupil na pražskou konzervatoř do třídy A. Bennewitze. Po absolvování konzervatoře  v roce 1876 se jeho talentu ujal pražský mecenáš Alois Oliva a mladého Ondříčka poslal k dalšímu studiu do Paříže ke slavnému Josephu Lambertu Massartovi. Po dva roky byl Ondříček jeho žákem, získával si jméno v pařížských salónech, mj. zvítězil v prestižní soutěži o cenu konzervatoře, kdy kromě diplomu obdržel i vzácné housle z dílny Gand & Bernardel frères. Vystupoval též na slavných Pasdeloupových koncertech klasické hudby  a na čas se stal i koncertním mistrem tohoto tělesa.
Přesto v roce 1881 Ondříček opustil Paříž, aby se věnoval sólové dráze. Hrál v Praze a opět v Paříži, zajížděl i do Londýna, kde vzbudil pozornost královského dvora a vystupoval v St. James’s Hall. Jako Dvořák byl i on jmenován čestným členem Filharmonické společnosti v Londýně, což byl základ jeho častých návštěv Anglie. Ještě předtím však dobyl svým uměním Vídeň v roce 1882. Po interpretaci Mendelssohnova koncertu opěvoval jeho hru i přísný kritik Eduard Hanslick a otevřel mu cestu do vídeňského, českému umění málo přejícího prostředí. V Pešti se jeho koncertu zúčastnil Ferenc Liszt a jeho výkonem byl tak nadšen, že přišel na pódium, aby ho objal.
Osou jeho repertoáru byly zejména sólové skladby Johanna Sebastiana Bacha, houslové sonáty klasicismu (zejména Beethovenovy) a nejslavnější koncerty klasické a romantické éry. (Beethoven, Paganini, Mendelssohn, Bruch). Stěžejním dílem umělcova repertoáru se stal Dvořákův Houslový koncert a moll. Ač byl dedikován Josephu Joachimovi, Ondříček se ho s nadšením ujal a po premiéře ve Vídni položil základ jeho světové proslulosti. Pod dojmem Ondříčkovy nedostižné hry svěřil českému umělci svůj houslový koncert i Johannes Brahms. V roce 1888 byl  jmenován císařsko-královským komorním virtuosem, čímž dosáhl prvenství mezi houslisty své doby. Od té doby se usadil ve Vídni. Vždy se však hlásil k české národnosti, byl upřímný vlastenec. Při vystupování v cizině dbal na přesný zápis svého jména s diakritickými znaménky. Přispěl k šíření české hudby ve světě. Často hrál na závěr svých koncertů vlastní úpravu  písně Kde domov můj.  V roce 1885 se oženil s pěvkyní Annou Hlaváčkovou, která příležitostně zpívala na jeho koncertech hlavně klasické a národní písně. Dvořák věnoval Františku Ondříčkovi Romanci f moll a byl svědkem na jeho svatbě. 

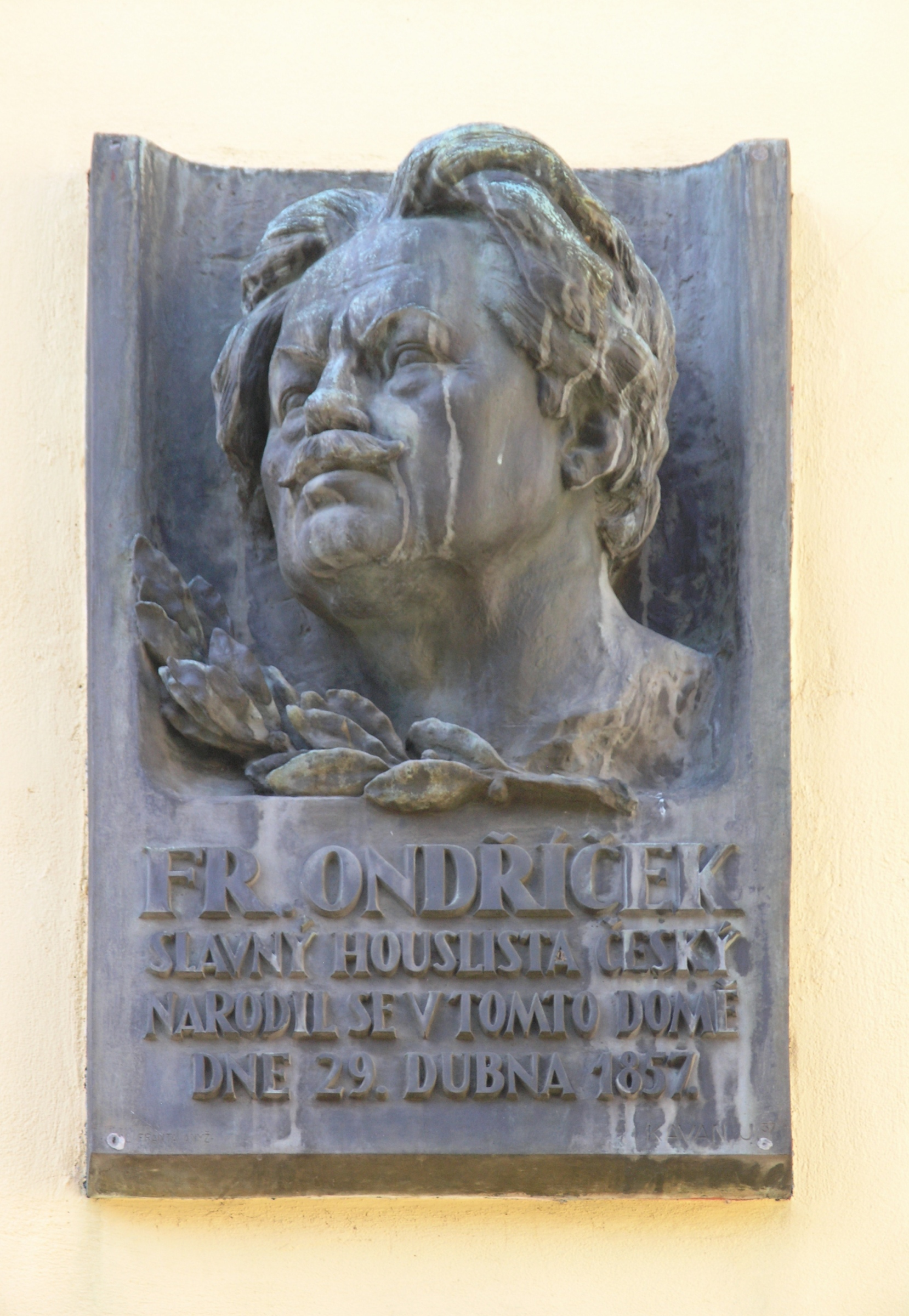
Pamětní deska na rodném domě: Praha, Hradčany – Nový svět 25, U zlatého pluhu

Vrcholným obdobím jeho umělecké aktivity byla devadesátá léta 19. století. Ondříček koncertoval ve všech hlavních evropských střediscích, Itálie se mu obdivovala jako nástupci Paganiniho a v Římě se stal čestným členem Akademie sv. Cecilie. Často koncertoval i v Rusku.  Projel je křížem krážem od Archangelska po Jaltu i sibiřský Irkutsk. V sezóně 1895–1896 uspořádal v Severní Americe 70 koncertů. Na prvním koncertě v Carnegie Hall hrál Dvořákův houslový koncert.  Začátkem roku  1900 vystoupil před pražským publikem  v Rudolfinu. Nadšení posluchači po koncertu vypřáhli koně od kočáru a sami ho dotáhli k hotelu  na Václavském náměstí, kde Ondříček bydlel.
Roku 1909  se stal profesorem a roku 1912  i ředitelem Nové vídeňské konzervatoře. Na základě anatomických a fyziologických studií a svých rozsáhlých zkušeností vypracoval vlastní metodu houslové hry, která prokázala svými výsledky neobyčejnou úspěšnost. Tiskem vydal Elementární školu hry houslové, Denní cvičení, Novou metodu k osvojení mistrovské techniky hry houslové na podkladě anatomicko-fyziologickém. Mezi lety 1907–1911 vedl smyčcové kvarteto, které pro Oslavy výročí Josepha Haydna ve Vídni v pěti koncertech provedlo 20 Haydnových děl. Nadále vystupoval i jako sólista, avšak jeho sláva se postupně vytrácela. Nastaly těžkosti i v osobním životě, kvůli dceři Lole se dostal do finančních problémů, musel prodat i své mistrovské housle
Po vzniku Československa se vrátil do Prahy a stal se profesorem mistrovské školy na pražské konzervatoři. Po smrti své první manželky se v roce 1919 znovu oženil. Vzal si svou žačku,  houslistku Ellu Stillerovou.  Pokračoval v koncertní činnosti, v lednu 1922 měl poslední koncert v Brně. Zemřel v 65 letech, čtyři dny po koncertě v Ženevě, ve vagóně na železniční stanici v Miláně. Příčinou byla náhlá zástava srdce. Manželka Ella ho přežila jen o 3 týdny. Oba byli pochováni na Vyšehradském hřbitově v Praze.  

### Posmrtný ohlas
Ondříčkovo jméno neslo v letech 1922 až 1958 smyčcové kvarteto, působící krátce před jeho smrtí pod názvem Umělecké smyčcové kvarteto.
Portrét Františka Ondříčka od Václava Brožíka je součástí československé známkové tvorby (emise Umění 1974 z 27. listopadu 1974).
Ke 100. výročí úmrtí Františka Ondříčka uspořádalo České muzeum hudby v Praze v roce 2022 výstavu připomínající osobnost tohoto českého umělce a vlastence. 

## Dílo
Kromě své koncertní a pedagogické činnosti se Ondříček věnoval i kompozici. Šlo nejen o četné vlastní kadence k houslovým koncertům, ale i o řadu velmi působivých houslových skladeb vynikajících svou virtuozitou i lidovou melodikou. Zvláště pozoruhodný je smyčcový kvartet As-dur, op. 22 komponovaný pro České kvarteto.

### Skladby pro housle a klavír
- Ballade (1877)
- Dances bohemes, op. 3 (1883)
- Fantasie na motivy Prodané nevěsty, op. 9 (1888)
- Barcarole, op. 10 (1890)
- Romance D-dur, op. 12 (1891)
- A la Canzona, op. 13 (1894)
- Fantasie na motivy Glinkovy opery Ivan Susanin, op. 16 (1889)
- Nocturno, op. 17 (1900)
- Scherzo caprizioso, op. 18 (1901)
- Ukolébavka a Valse triste (1913)
- Rhapsodie boheme, op. 21 (1906)
- Koncertní etudy D-dur a Es-dur

### Jiné skladby
- Transkripce skladeb Bedřicha Smetany a Josefa Suka
- Romance pro violoncello a klavír, op. 2
- Dumka pro klavír
- Smyčcový kvartet As-dur, op.22 (1907)

### Pedagogické dílo
- Elementarschule des Violinspiels
- Mittelstuffe
- Neue Meistertechnik des Violispiels
- Tägliche Übungen
- 15 Künstleretuden